# Natália Gaudio
Natália Azevedo Gaudio (Vitória, 18 de dezembro de 1992) é uma ex-competidora de ginástica rítmica brasileira. Disputou provas individuais e representou o Brasil nos Jogos Olímpicos de 2016.
Nos Jogos Pan-Americanos de 2015 ficou na 8ª colocação no individual geral , sua melhor classificação neste evento desde os Jogos Pan-Americanos de 2011, onde terminou na 10ª colocação.
No Jogos Pan-Americanos de 2019, conquistou a medalha de bronze no Individual Geral.

## Carreira
Natália iniciou na ginástica rítmica aos seis anos de idade na escola onde estudava. Aos oito anos teve sua primeira competição e foi vice-campeã de ginástica rítmica do estado do Espírito Santo. Natália teve sua estreia no cenário internacional com 14 anos, competindo no Campeonato Pan-Americano de Ginástica Rítmica em 2006.
Esteve presente nos Jogos Pan-Americanos de 2011, em Guadalajara. Foi a décima colocada no individual geral. No Campeonato Mundial de 2013, foi a 35ª colocada.
Nos Jogos Sul-Americanos de 2014, Natália conquistou cinco medalhas. No Campeonato Mundial do mesmo ano, ajudou o Brasil a ficar em 20º no individual por equipes. Terminou em 55º no individual geral.
Competiu nos Jogos Pan-Americanos de 2015, em Toronto, ficando em oitavo no individual geral. No Mundial do mesmo ano, em Stuttgart, teve a chance de garantir a vaga para os Jogos Olímpicos de 2016, pois o Brasil tinha uma vaga garantida por ser o país-sede. Conquistou o 48º lugar, à frente de Angélica Kvieczynski, que foi a 51ª; 
Natália Gaudio foi a terceira ginasta brasileira a participar de uma Olimpíada. Rosana Favila representou o país nos Jogos de Los Angeles, em 1984, e Marta Cristina Schonhurst nos Jogos de Barcelona, em 1992. 
No Rio de Janeiro, Natália não conseguiu avançar à final. Com 65.532 pontos, a ginasta terminou em 23º lugar durante a competição individual.
Voltou a disputar um Campeonato Mundial em 2017, na Itália. Foi a 35ª colocada, repetindo o seu desempenho de 2013.
Nos Jogos Pan-Americanos de 2019, em Lima, foi medalha de bronze no individual geral. Esteve ainda no Mundial de 2019, no Azerbaijão. Aposentou-se em 2021, após ser medalha de prata no Campeonato Brasileiro.